# Xolocotzia
Xolocotzia es un género monotípico de plantas con flores  pertenecientes a la familia de las Verbenaceae. Su única especie: Xolocotzia asperifolia, es originaria de México donde se encuentra en Chiapas.

## Descripción
Son arbustos o árboles, que alcanzan un tamaño de 1–8 m de alto; con  ramitas estrigosas a híspidas, con nudos engrosados, caducifolias. Hojas obovadas a oblongo-obovadas, 3.5–10.3 cm de largo y 1.5–4.2 cm de ancho, ápice obtuso a redondeado y retuso, base cuneada, margen entero, algunas veces sinuadas, levemente estrigosas cuando jóvenes, tricomas con bases hinchadas, las bases y unos tricomas en la nervadura persistentes, ásperas al tacto; pecíolo 0.1–0.5 cm de largo. Inflorescencias racemosas 0.5–5 cm de largo, axilares en nudos distales sin hojas, raquis dorado- a ferrugíneo-híspido, flores 5-meras en pedicelos híspidos sostenidos por una bráctea caduca; cáliz con el tubo 2.5–4 mm de largo, blanco- o dorado-pubescente, más densamente en la base, los lobos lineares o linear-espatulados, 3.5–9 mm de largo; corola infundibuliforme, 11–18 mm de largo, tubo glabro, lobos menudamente puberulentos, blanco, blanco con tintes azules o blanco con la boca morada; ovario y estilo puberulento. Fruto maduro desconocido, cáliz caduco.

## Distribución y hábitat
Es una especie rara que se encuentra en bosques secos, en la  zona pacífica; a una altitud de 500 m; fl mar–abr; desde Chiapas a Nicaragua.

## Taxonomía
Xolocotzia asperifolia fue descrita por  Faustino Miranda y publicado en Boletín de la Sociedad Botánica de México 29: 40–42, f. 3. 1965.